# Charlie Chan a Panama
Charlie Chan a Panama (Charlie Chan in Panama) è un film del 1940 diretto da Eugene Forde e basato sul personaggio di Charlie Chan, ispettore cinese della polizia di Honolulu, interpretato dall'attore Sidney Toler.

## Trama
In una situazione internazionale molto tesa, la flotta statunitense si prepara ad attraversare il Canale di Panama. Panama City è oramai una città di spie, e tra gli altri un idrovolante carico di personaggi sospetti atterra a Balboa, arrivando da Cristobal sul lato atlantico dell'istmo.  Tra i membri del gruppo ci sono la scrittrice britannica Clivedon Compton, Miss Sarah Finch, una studentessa di Chicago, lo scienziato Dr. Rudolph Grosser, il proprietario del cabaret Manolo, la cantante Kathi Lenesch, il proprietario del negozio di tabacchi Achmed Halide, l'inviato del governo statunitense Richard Cabot e l'agente del governo americano R.J. Godley.
Al momento dell'atterraggio, Godley va in un negozio di cappelli di Panama che è di proprietà di Fu Yuen, che in realtà è Charlie Chan, che lavora per l'intelligence degli Stati Uniti.  Godley è in cerca dell'aiuto di Chan per identificare e catturare una spia e sabotatore letale conosciuto come Reiner ed improvvisamente cade morto proprio mentre stava per dare al detective orientale alcune preziose informazioni. Chan ora deve lavorare da solo per smascherare Reiner prima che la spia possa sabotare il Canale di Panama, intrappolando così la flotta statunitense.
Chan, ancora sotto le spoglie di Fu Yuen, viene portato in prigione a causa della morte sospetta di Godley nel suo negozio, dove incontra il suo secondo figlio, Jimmy.  Una volta usciti di prigione, padre e figlio lavorano insieme per risolvere il mistero dell'identità di Reiner e salvare la flotta. Nel frattempo altri due sospetti vengono uccisi; prima Compton nella sua stanza d'albergo, e più tardi, Manolo, che era in fuga dalla polizia.
Mentre cercano indizi in un cimitero, Charlie Chan, Jimmy, Miss Finch e il capitano Lewis, ufficiale dell'intelligence statunitense, rimangono intrappolati in una tomba.  Qui Chan trova dell'esplosivo che ritiene sarà usato per distruggere il canale. Dopo ore in trappola, il gruppo evade e si reca alle chiuse di Miraflores, dove Chan sa che si trova la bomba.
Con l'avvicinarsi dell'ora della distruzione, tutto il personale della centrale di Miraflores viene evacuato.  Prima che il gruppo di sospetti possa uscire dalla struttura, Chan li ferma, tenendoli tutti sotto tiro. Minuto dopo minuto, gli individui del gruppo vengono sopraffatti dalla paura.  Infine, quando arriva il fatidico momento, l'assassino, nel disperato tentativo di fuggire, tira fuori una pistola.  Con grande sorpresa di tutti, Miss Finch si rivela essere Reiner. Mentre fugge da una porta, viene catturata dalle autorità che stavano aspettando fuori, ovviamente al corrente dello stratagemma di Charlie Chan, che poco prima aveva scoperto, e disarmato, l'ordigno esplosivo.

## Produzione
Le riprese si avviarono nel ottobre del 1939, la prima si tenne il 25 febbraio 1940 nella città di New York, e la distribuzione alle sale avvenne a partire dal 1º marzo 1940.